# Manji (sikhisme)
Manji est un terme utilisé dans le sikhisme et qui a plusieurs sens. Ce mot vient du sanskrit mancha et manchaka, qui signifie une étape, mais aussi un siège surélevé, un trône. Manji a désigné un diocèse, un district religieux sikh et ce dès l'époque du troisième gourou, Guru Amar Das (1479-1574). Le deuxième sens du mot manji est l'endroit où un des Gurus du sikhisme venait exposer la doctrine, donner une leçon théologique. Les croyants construisaient alors un espace religieux à cet endroit en mémoire de la venue du gourou ; ce lieu était appelé manji sahib. Aujourd'hui, certains gurdwaras, les temples sikhs, portent le nom de manji sahib, nom attaché à celui d'un gourou. Des festivals commémorant la visite des Gurus sont organisés dans ces endroits qualifiés de sacrés. Le trône, le lutrin dans le gurdwara où est posé le gourou intemporel, le livre saint, le Guru Granth Sahib se nomme aussi manji sahib, sahib étant un terme de respect se traduisant par « seigneur, maître ».